# Euthalia albifera
Euthalia albifera är en fjärilsart som beskrevs av Hans Fruhstorfer 1913. Euthalia albifera ingår i släktet Euthalia och familjen praktfjärilar. Inga underarter finns listade i Catalogue of Life.